# Пьетюр Сигюргейрссон
Пьетюр Сигюргейрссон (исл. Pétur Sigurgeirsson; 2 июня 1919, Рейкьявик — 4 июня 2010, Рейкьявик) — исландский прелат, епископ Исландии с 1981 по 1989 год.

## Биография
Пьетюр Сигюргейрссон родился в Рейкьявике 2 июня 1919 года в семье священника Сигюргейра Сигюрдссона (исл. Sigurgeir Sigurdsson), который был главой Исландской церкви с 1939 по 1953 год, и Гвюдрун Пьетюрсдоуттир (исл. Gudrún Pétursdóttir). У него было ещё 3 брата и сестры, и он был самым старшим среди них.
Изучал богословие на богословском факультете Исландского университета и окончил его в мае 1944 года. После окончания университета Пьетюр уехал в США, где в лютеранской богословской семинарии в Филадельфии получил степень магистра богословия. Затем изучал журналистику и библеистику в Стэнфордском университете, штат Калифорния.
В 1947 году он был рукоположен в священники и служил приходским священником в Акюрейри. В 1963 году был рукоположен в титулярного епископа Хоулара и назначен вспомогательным епископом при епископе Исландии. Осенью 1981 года он был избран епископом Исландии и рукоположен в епископы 1 октября 1981 года. Весной 1989 года ушёл на покой, а его преемником стал Оулавюр Скуласон.
Был женат на Соульвейг Аусгейрсдоуттир (исл. Sólveig Ásgeirsdóttir) и имел четырёх детей.